# Rincón de haikus
Rincón de haikus es un libro del uruguayo Mario Benedetti. Fue publicado por Editorial Cal y Canto, en 1999.

## Reseña
«Rincón de haikus», es un libro de poesía tradicional japonesa llamada haikus, en español. La tapa del libro es una ilustración parcial tomada del manuscrito La regla abstracta de Joaquín Torres García en 1946. Fue editado en varios países como España por Editorial Visor y en México por Alfaguara.

135.
« al sur al sur

está quieta esperando

Montevideo »

Mario Benedetti en 1999.